# Stele di Nora
La stele di Nora è un blocco in pietra arenaria recante un'iscrizione che la quasi totalità degli studiosi ritiene eseguita in alfabeto fenicio. 
Fu rinvenuta nel 1773 da Giacinto Hintz, professore di Sacra Scrittura e Lingua ebraica / lingue orientali all'Università di Cagliari, inglobata in un muretto a secco di una struttura appartenente all'ordine dei mercedari in prossimità dell'abside della chiesa di sant'Efisio a Pula, centro urbano situato nella Sardegna meridionale che trae origine dall'antica città di Nora. Il ritrovamento fuori dal suo contesto archeologico originale limita al suo contenuto le informazioni ricavabili dal documento. Conservata nel Museo archeologico nazionale di Cagliari, la stele svela il primo scritto fenicio mai rintracciato a ovest di Tiro: la sua datazione oscilla tra i secoli IX e VIII a.C. Il documento epigrafico è stato pubblicato all'interno del Corpus Inscriptionum Semiticarum sotto il numero CIS I, 144 e nei Kanaanäische und Aramäische Inschriften sotto il numero KAI 46.

## Il contesto storico
Come scrisse l'archeologo Ferruccio Barreca:
(Da La civiltà fenicio-punica in Sardegna)
Dopo una sporadica presenza fenicia nel Mediterraneo occidentale, iniziata attorno all'XI secolo a.C., nell'VIII secolo a.C., mentre la civiltà nuragica viveva la sua massima espansione, si nota in Sardegna uno sviluppo dei centri costieri che ben presto diventarono vere e proprie città. I Fenici, oltre che in Africa, si insediarono sulle coste della Sardegna e nell'area occidentale della Sicilia.
|I villaggi nuragici costieri, situati nel meridione dell'isola, furono i primi punti di contatto tra i commercianti fenici e gli antichi Sardi. Questi approdi costituivano dei piccoli mercati dove venivano scambiate varie mercanzie. Con il costante prosperare dei commerci, i villaggi si ingrandirono sempre di più, accogliendo stabilmente al loro interno l'esodo delle famiglie fenicie in fuga dall'attuale Libano. In questa terra, esse seguitarono a praticare il loro stile di vita, i loro propri usi, le proprie tradizioni e i loro culti di origine, apportando in Sardegna nuove tecnologie e conoscenze. Tramite matrimoni misti e un continuo scambio culturale, i due popoli coabitarono pacificamente e i villaggi costieri divennero importanti centri urbani, organizzati in maniera simile alle antiche città-Stato delle coste libanesi. I primi insediamenti sorsero, tra gli altri, a Karalis, a Nora, a Bithia, a Sulci nell'isola di Sant'Antioco e a Neapolis presso Guspini.

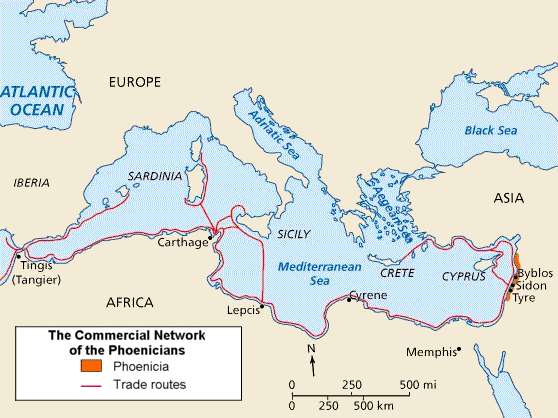
La rete commerciale dei Fenici

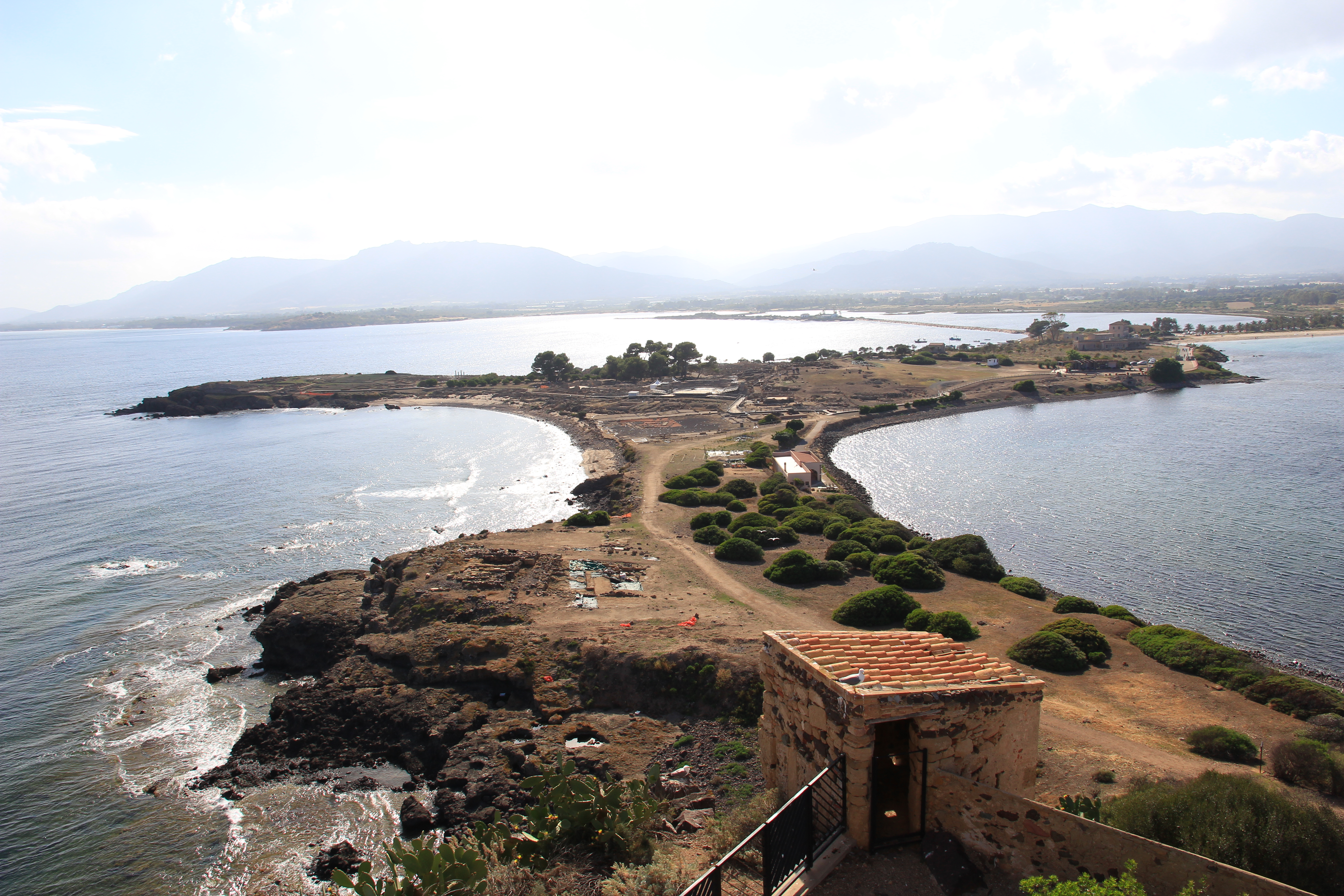
Vista di Nora dalla torre del Coltellazzo

Come affermò Gian Franco Chiai, professore all'Università libera di Berlino:
(Da Il nome della Sardegna e della Sicilia sulle rotte dei Fenici e dei Greci in età arcaica. Analisi di una tradizione storico-letteraria)

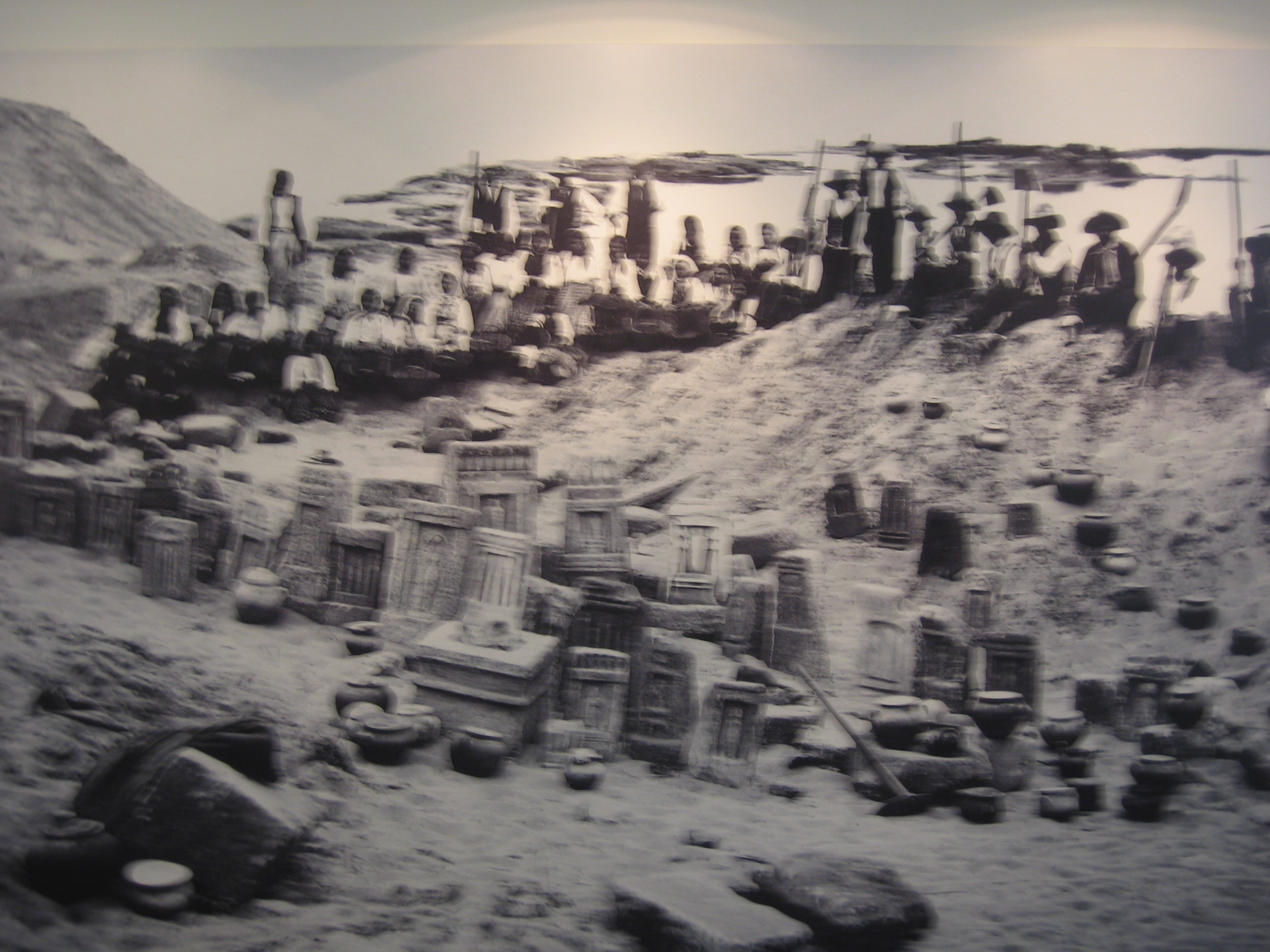
Il tophet di Nora nell'anno del ritrovamento

In passato si riteneva che la Stele di Nora testimoniasse essa stessa l'esistenza di un centro urbano fenicio o sardo-fenicio. Recenti ricerche archeologiche hanno però postdatato la necropoli, il Tophet e il quartiere artigianale alla fine del VII secolo e alla prima metà del VI a.C.. La Stele, la cui datazione come si è detto è di circa due secoli antecedente, andrebbe pertanto contestualizzata all'interno di un centro protourbano, un emporio, un centro di scambi commerciali, segnato non solo dalla presenza di popolazioni fenicie o indigene.

## Le teorie
Gli studiosi non sono concordi sulla lettura epigrafica del testo e la sua traduzione. Infatti a causa dello stato di conservazione, è possibile leggere con chiarezza circa metà delle lettere, mentre l'altra metà nonostante il competente intervento degli epigrafisti, rimane dubbia: il colore rosso o violetto è stato tracciato, talvolta con errori, nell'Ottocento, nel tentativo di facilitare la lettura. Un ulteriore problema è rappresentato dall'assenza di divisioni tra le parole, questione che complica l'interpretazione anche delle parti più chiaramente leggibili come alla linea 1 con btršš che può significare "in Tarsis" o bt rš š che può significare "tempio del capo di". Infine una parte minoritaria degli studiosi ritiene che si tratti della parte minore (ed unica parte sopravvissuta) di un'iscrizione molto più lunga, distribuita su più pietre, sebbene manchi un consenso generale al riguardo.

### Interpretazioni passate fino alla seconda guerra mondiale

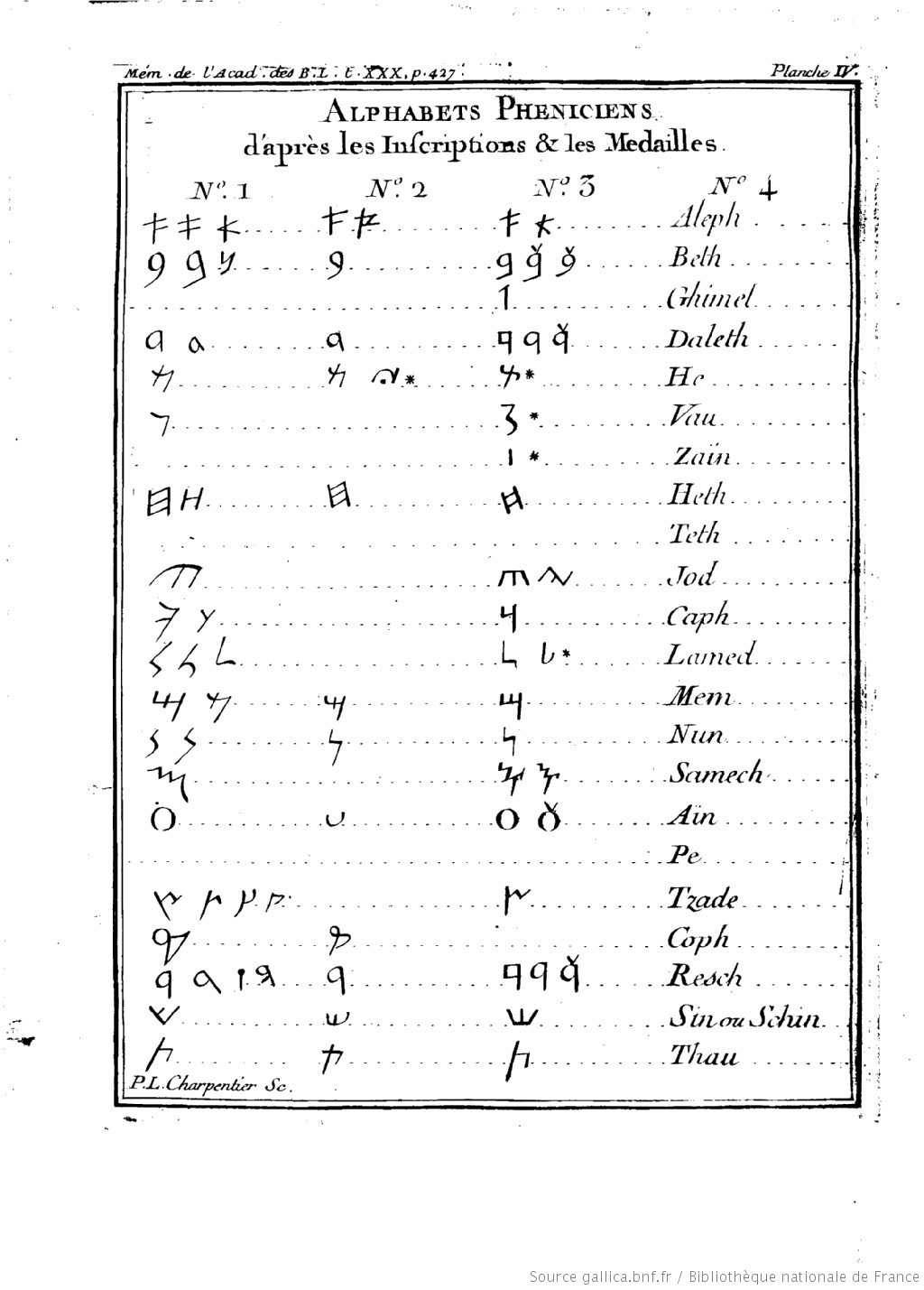
L'alfabeto fenicio era stato decifrato nel 1758 da Jean-Jacques Barthélemy. L'immagine mostra il riassunto di Barthélémy dell'alfabeto fenicio. La prima colonna mostra le lettere dei Cippi di Melqart, la seconda una selezione da monete, e la terza quelle delle iscrizioni del Pococke Kition.

L'orientalista Giovanni Bernardo De Rossi, sulla base di un disegno ricco di imprecisioni inviatogli da Hintz, scrisse nel 1774 che la stele indicava un sepolcro. Secondo quanto affermò lo stesso De Rossi:
(Efemeridi letterarie di Roma del 1774, p. 348)
La sua traduzione latina del testo era la seguente:
|                 | Traduzione dell'autore | Traduzione in italiano |
| --------------- | --- | --- |
| 1 2 3 4 5 6 7 8 | Sepulcrum Sesimi alienigenae qui fecit tentorium in senectute perfecta ideo vere obiit in fide Leheman filius princeps alienigena (deposuit) in horto sepulcrali. | Sepolcro di Sesimo straniero, che qui depose il suo padiglione nell'età decrepita Perciò veramente morì nella fede Lehemano figlio principe straniero (lo depose) nell'orto sepolcrale |

Il generale piemontese La Marmora, lamentandosi della copia fatta da Hintz, si prodigò affinché l'iscrizione potesse venire studiata adeguatamente dagli esperti. A tal riguardo egli scrisse:
(Da Viaggio in Sardegna)

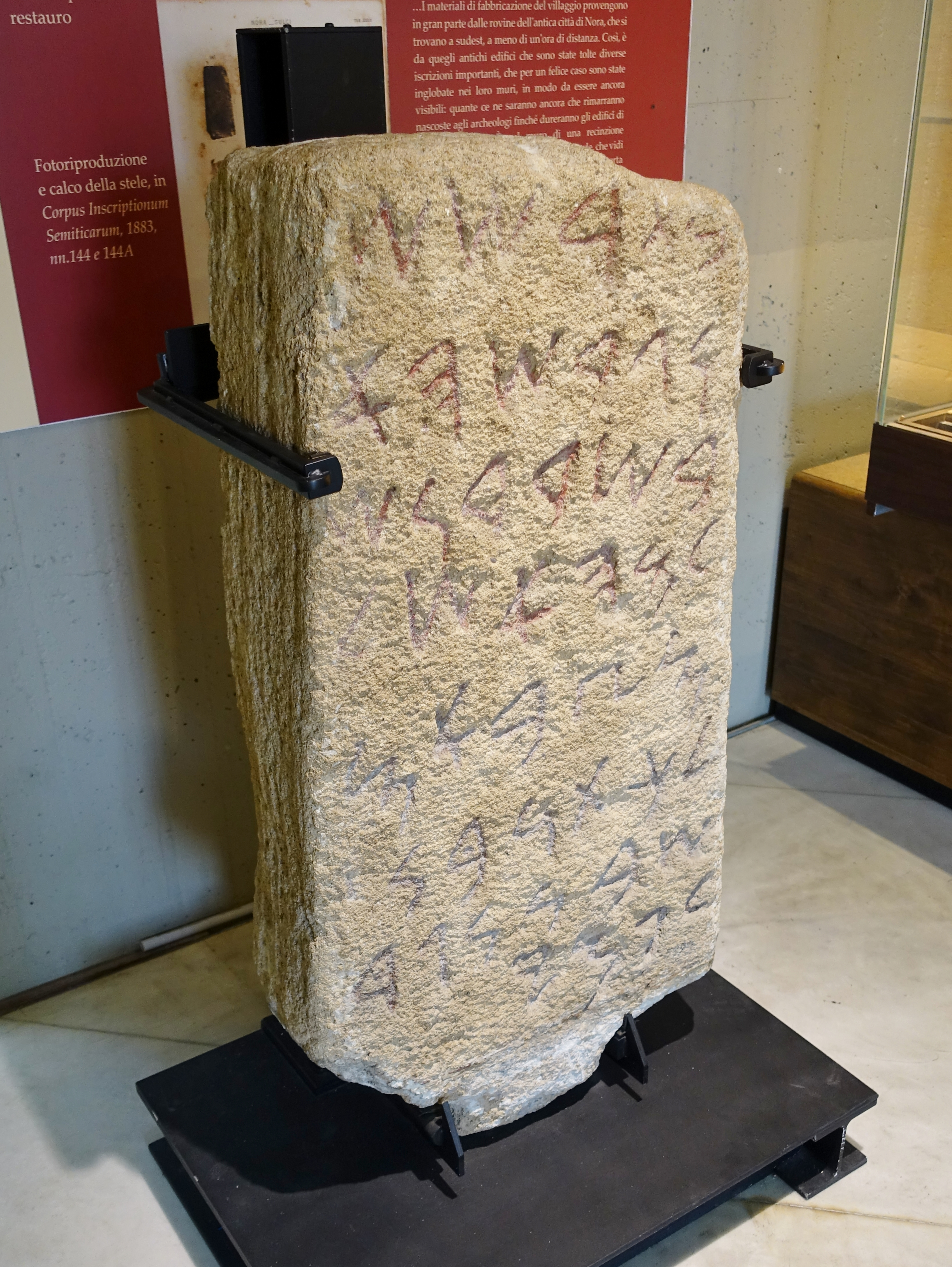
La Stele di Nora, vista laterale

Nel 1834 l'abate Giovannantonio Arri propose, sulla base del calco di La Marmora, la seguente trascrizione, traduzione e interpretazione:
|                 | Trascrizione                                                   | Traduzione latina dell'autore                                                                                                  | Traduzione italiana dell'autore |
| --------------- | -------------------------------------------------------------- | --- | --- |
| 1 2 3 4 5 6 7 8 | btršš ngrš h' b šrdn š lm h' šl sp b' s l ktb bnr šbn ngd lgsy | In Tarschisch vela dedit pater-Sardon pius, viae tandem finem attigens lapidem scribi iussit in Nora, quam Lixo novit adversam | Da Tarchisch partito il padre Sardon pio, finalmente a termine del suo viaggio giungendo pose una lapide scritta in Nora, la quale terra egli riconobbe essere posta dirimpetto all'africana Lixus |

Secondo l'abate si trattava di un'iscrizione votiva in onore dell'eroe eponimo della Sardegna, cioè Pater Sardon. La stele riportava che il pio padre Sardon era salpato da Tarshish, per raggiungere finalmente la fine del suo viaggio, al che ordinò di scrivere una lapide a Nora, che si supponeva fosse davanti alla città africana di Lixus.

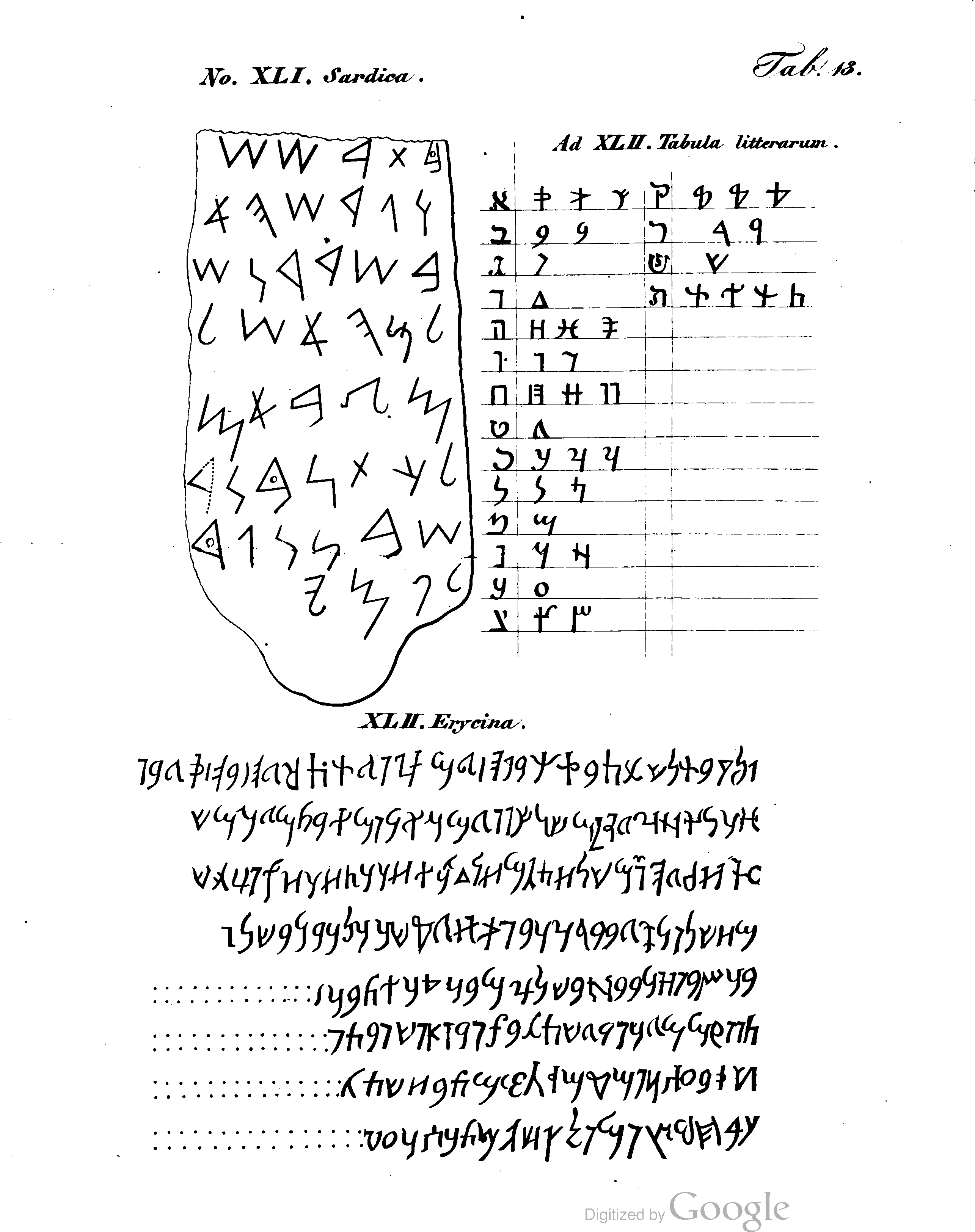
La Stele di Nora nell'opera di Gesenius del 1837 Scripturae Linguaeque Phoeniciae Monumenta

In risposta ad Arri, Wilhelm Gesenius pubblicò una sua alternativa trascrizione e traduzione della Stele nel 1837. Egli riteneva che si trattasse di una stele sepolcrale e che si riferisse alla casa del Pater Sardorum con un invito a portare la pace al regnante Ben-Rosch, figlio di Nagid, il quale era il dedicante. Gesenius dava per certo il nome del dedicante, anche se espresse alcuni dubbi sul gentilizio finale L-ensis, riferito a Ben-Rosch.
La sua trascrizione e traduzione è la seguente:
|                 | Trascrizione                                                      | Traduzione dell'autore | Traduzione in italiano |
| --------------- | ----------------------------------------------------------------- | --- | --- |
| 1 2 3 4 5 6 7 8 | bt rš š ngd šh' b šrdn š lm h' šl m yb' m lktn bn r š bn ngd lpmy | Domus capitis (i.e. dormitorium) principis, qui (erat) pa- -ter Sardorum. Pacis a- -mans ille, pax contingat re- -gno nostro. Ben- Rosch, filius Nagidi, L-ensis | Casa della testa (cioè luogo di sonno o di pace) del principe, che (fu) il Pater Sardorum. La Pace lui ama e la pace ci sarà nel nostro regno, Ben- Rosch, figlio di Nagid L-ensis |

Nel luglio dello stesso anno le edizioni di Gesenius e di Arri vennero comparate dall'orientalista tedesco Franz Ferdinand Benary. Benary escluse categoricamente la presenza del Sardus Pater e dette per certa la lettura di Tartesso nella prima linea. Inoltre egli espresse dei dubbi solo sulla lettura della parte finale della stele, che a suo dire poteva essere tradotta in due modi differenti a seconda che si prendesse in considerazione o meno l'esistenza di un simbolo che sembrava essere inserito in alcune lettere, e che avrebbe potuto servire a mettere in evidenza un nome o una località propriamente detta:
|                 | Trascrizione                                                   | Prima traduzione dell'autore | Traduzione in italiano | Seconda traduzione dell'autore                                                                                          | Traduzione in italiano                                                                                             |
| --------------- | -------------------------------------------------------------- | --- | --- | --- | --- |
| 1 2 3 4 5 6 7 8 | btršš ngdš h' bšrdn š lm h' šl m yb' m lktn bn r š bn ngd lpmy | Tartessi expulsus hic in Sardis in- -columnis hic in- -columnis ingrediatur re- -gnum nostrum filius prin- -cipis, filius pauperis, jussu meum | Da Tartesso espulso egli tra i Sardi incolume, egli incolume entri nel nostro regno, il figlio del principe, il figlio del povero, per mio comando. | Tartessi expulsus hic in Sardis pa- -cificus: pa- -x veniat super Ma- -lchiten filius Ro- -sch, filii Naghid, Lamptenum | Da Tartesso espulso egli tra i Sardi è in pace: pace sia su Malchiten figlio di Rosch figlio di Naghid il Lampteno |

Nella prima traduzione Benary non tenne conto dell'esistenza del simbolo e in tal caso ritenne di avere di fronte un decreto in cui si specificava, per ordine espresso, che chiunque fosse stato espulso da Tartesso sarebbe stato al sicuro in Sardegna, e sarebbe entrato in quel regno sano e salvo, sia che fosse povero o principe. Nella seconda traduzione tenne conto del simbolo e in tal caso si tratterebbe di un titolo sepolcrale che augura la pace a Malchiten, il quale fu esiliato da Tartesso in Sardegna.
Nel 1838 è il tedesco Wurm nella sua recensione dell'opera di Gesenius a esprimere diverse perplessità in merito al lavoro fatto riguardo alla Stele. Secondo lo studioso due letture alternative sarebbero ugualmente possibili, una più vicina a Gesenius e una ad Arri. Egli propose quindi due traduzioni:
|                 | Prima traduzione dell'autore                                                                                             | Seconda traduzione dell'autore                                                                                       |
| --------------- | --- | --- |
| 1 2 3 4 5 6 7 8 | Domus principis, qui et dux, quem pater Sardon beavit, huic pax obtingat, Malchuttano, filio principis, filii ducis L-ae | Tartesso expulsus est hic, in Sardinia pace fruitur hic; pax obtingit Malchuttano, filio principis, filii ducis L-ae |

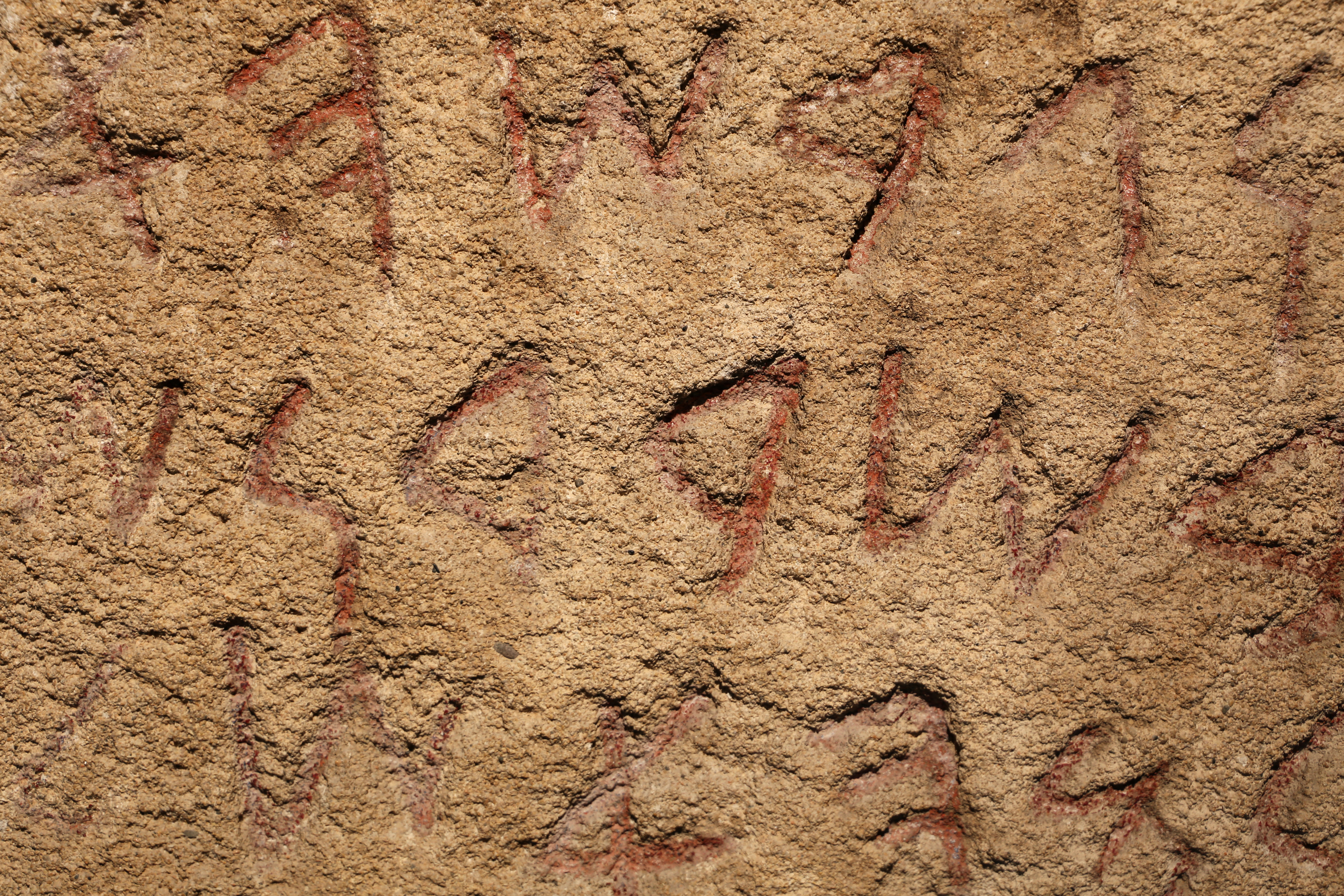
La Stele di Nora, particolare delle linee 2, 3 e 4. Il colore rosso è stato aggiunto nell'Ottocento.

Nel 1842, recensendo l'opera di Gesenius, il francese Quatremère si dichiara insoddisfatto di tutte le edizioni fino a quel momento proposte del testo e a sua volta si cimenta nel tentativo di lettura e traduzione. La sua proposta è la seguente:
|                 | Trascrizione                                                                       | Traduzione dell'autore                                                                                                | Traduzione in italiano |
| --------------- | ---------------------------------------------------------------------------------- | --- | --- |
| 1 2 3 4 5 6 7 8 | [mṣ]bt rš š [']bn dš h' bšr bn š lm h'š l [w]my bn mw ljtn bn r š bn nwd [š'] lwmy | Monumentum Rosch-Sar filii Rosch-Ab-sar filii Schalem Uschlucensis filii Asalitten filii Rosch filii Nur Uschlucensis | Monumento a Rosch-Sar figlio di Rosch-Ab-sar figlio di Schalem da Uselis figlio di Asalitten figlio di Rosch figlio di Nur da Uselis |

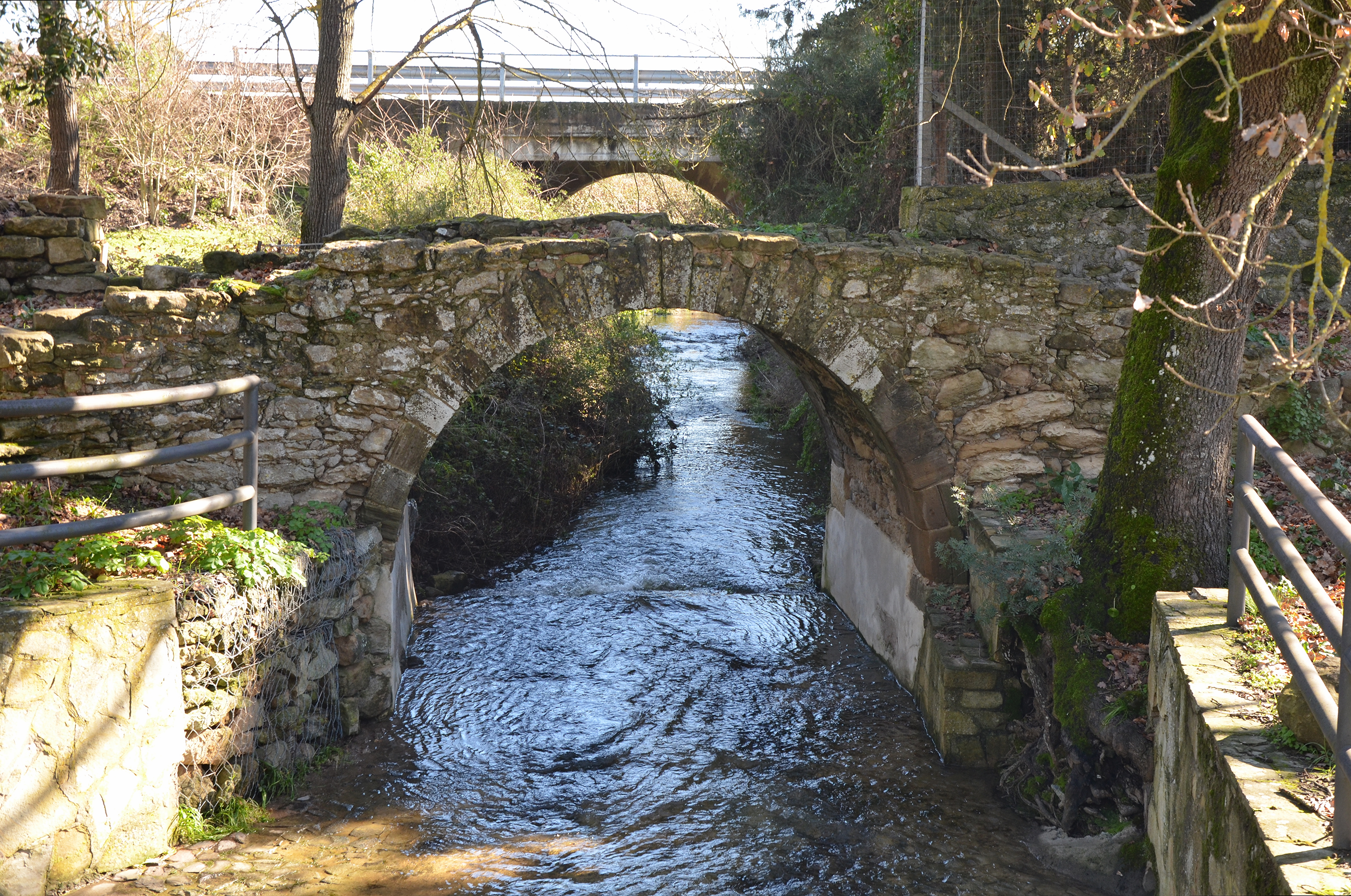
Ponte romano a Usellus lungo la via che conduce dal Campidano verso la Sardegna interna

Secondo Quatremère sarebbe necessario integrare alcune lettere lateralmente che sarebbero venute a mancare per un danneggiamento della stele. Inoltre secondo lo studioso la Stele si riferirebbe più probabilmente a individui nati in Sardegna e il paese che etimologicamente più si avvicina alla forma scritta nella stele sarebbe Usellus, già abitato fin dall'età nuragica e noto in età romana col nome di Uselis.
Pochi anni dopo nel 1849 l'orientalista tedesco Franz Karl Movers, pur mantenendo una lettura alfabetica simile a quella di Gesenius e differenziandosene unicamente per le divisioni tra le parole, riuscì ad ottenere una traduzione abbastanza simile a quella di Quatremère:
|                 | Trascrizione                                                     | Traduzione dell'autore | Traduzione in italiano |
| --------------- | ---------------------------------------------------------------- | --- | --- |
| 1 2 3 4 5 6 7 8 | bt rš š ngd šh' b šrdn š lm h'šl my b'm l' tn bn r š bn ngd lpmy | Behausung (Grab) des Rus, (Sohnes) des Nagid, (Sohnes) des Haab, (Sohnes) des Lam, des Usellier in Usellis. Tenes, Sohn des Rus, Sohnes des Nagid der Lapissier | Abitazione (Tomba) di Rus, (figlio) di Nadid, (figlio) di Haab, (figlio) di Lam, del Usellese a Uselis. Tenes, figlio di Rus, figlio di Nagid il Lapissiano |

Già a metà ottocento le differenti letture e interpretazioni della Stele creavano confusione tra gli studiosi che volevano unicamente utilizzare il documento senza entrare nel merito di questioni epigrafiche.

Lettere dell'alfabeto fenicio. La Stele di Nora utilizza una versione particolare, datata tra il IX e VIII secolo, di questo alfabeto.

Nel 1855 si inserì nel dibattito anche Francesco Bourgade, il quale propose la seguente originale trascrizione e traduzione: 
|                 | Trascrizione                                                       | Traduzione dell'autore | Traduzione in italiano |
| --------------- | ------------------------------------------------------------------ | --- | --- |
| 1 2 3 4 5 6 7 8 | bm rš š ngr šh' b šrdn š ls h' šl s sb' s l cmn bn r š bn ngr lfsh | Monumentum Rosi, (filii) Nogari, (filii) patris Sardonis. Triplex euge, triplex laus in aeternum! Caman filius Rosi filii Nogari. (Memoria) transeuntibus. | Monumento a Ros, (figlio di) Nogar, (figlio) del Sardus Pater. Tre volte buono, tre volte lode nell'eternità! Caman figlio di Ros figlio di Nogar. (Memoria di) cambiamento. |

Nel 1860 il gesuita Raffaele Garrucci affermò di essere a conoscenza di almeno quattro edizioni edite e una rimasta inedita e ne propose a sua volta una nuova fondata su quella di Gesenius nella lettura dei caratteri ma distante nella traduzione:
|                 | Trascrizione                                                                                                | Traduzione dell'autore | Traduzione in italiano |
| --------------- | --- | --- | --- |
| 1 2 3 4 5 6 7 8 | Beth Rosch sche nagid sche' absardin. Scha- lum hu, schalo- m iabo. M elchaton ben Ro- sch ben Nagid lepymi | Sepulcrum Rosci principis et patris Sardorum. Pacificus vixit, in pace ingrediatur. Melchaton filius Rosch, filius Nagidi, ut potuit (fecit) | Sepolcro di Rosch principe e padre dei Sardi. In pace visse e nella pace entri. Melchaton figlio di Rosch, figlio di Nagid come poté (fece) |

Secondo Garrucci si tratterebbe dunque di un monumento funebre. La Stele, come egli scrisse:
Nel 1869 l'orientalista Heinrich von Maltzan si lamentò della confusione segnalando che al tempo erano note non meno di 14 differenti letture e interpretazioni della Stele.  Egli cercò di mettere ordine nella faccenda sostenendo l'esistenza di due "scuole" di pensiero: una dei seguaci di Gesenius, che interpretata la Stele come iscrizione sepolcrale, e una per lo più "italiana", che vedeva nella Stele un monumento commemorativo o un memoriale, cosa che lo renderebbe a suo dire il primo caso noto di simili documenti per il mondo fenicio. Egli seguì quindi Gesenius proponendo solo qualche modifica (in particolare prime due lettere della seconda linea - un Qoph e un Waw - e nelle ultime due della ottava linea - un Mem e un He -) alla sua trascrizione e traduzione:
|                 | Trascrizione                                                      | Traduzione dell'autore | Traduzione in italiano |
| --------------- | ----------------------------------------------------------------- | --- | --- |
| 1 2 3 4 5 6 7 8 | bt rš š qwdš h' b šrdn š lm h' šl m yb' m lktn bn r š bn nwd lpmh | Das Haus des Rusch, (des Beamtes) des Heiligthums des Sardus Pater, ein freiwilliger Opfer. Dieses freiwillige Opfer brachte dar Malkjiten, Sohn des Rusch Sohn des Nar, zur (Erflehung der) Fruchtbarkeit (d.h. einer fruchtbaren Aerndte) | La casa di Rusch (del sacerdote) del santuario del Sardus Pater, un sacrificio volontario. Questo volontario sacrificio lo ha portato dar Malkjiten, figlio di Rusch figlio di Nar, per (garantire) la fertilità (cioè un raccolto fertile) |

Nel 1941 l'archeologo americano William Foxwell Albright ha ritenuto che l'iscrizione (distribuita forse su più pietre per un'altezza che doveva raggiungere almeno i due metri e sopravvissuta ad oggi solo nella sua parte in basso a destra) andasse fortemente integrata e interpretata come un decreto cittadino di ostracizzazione:

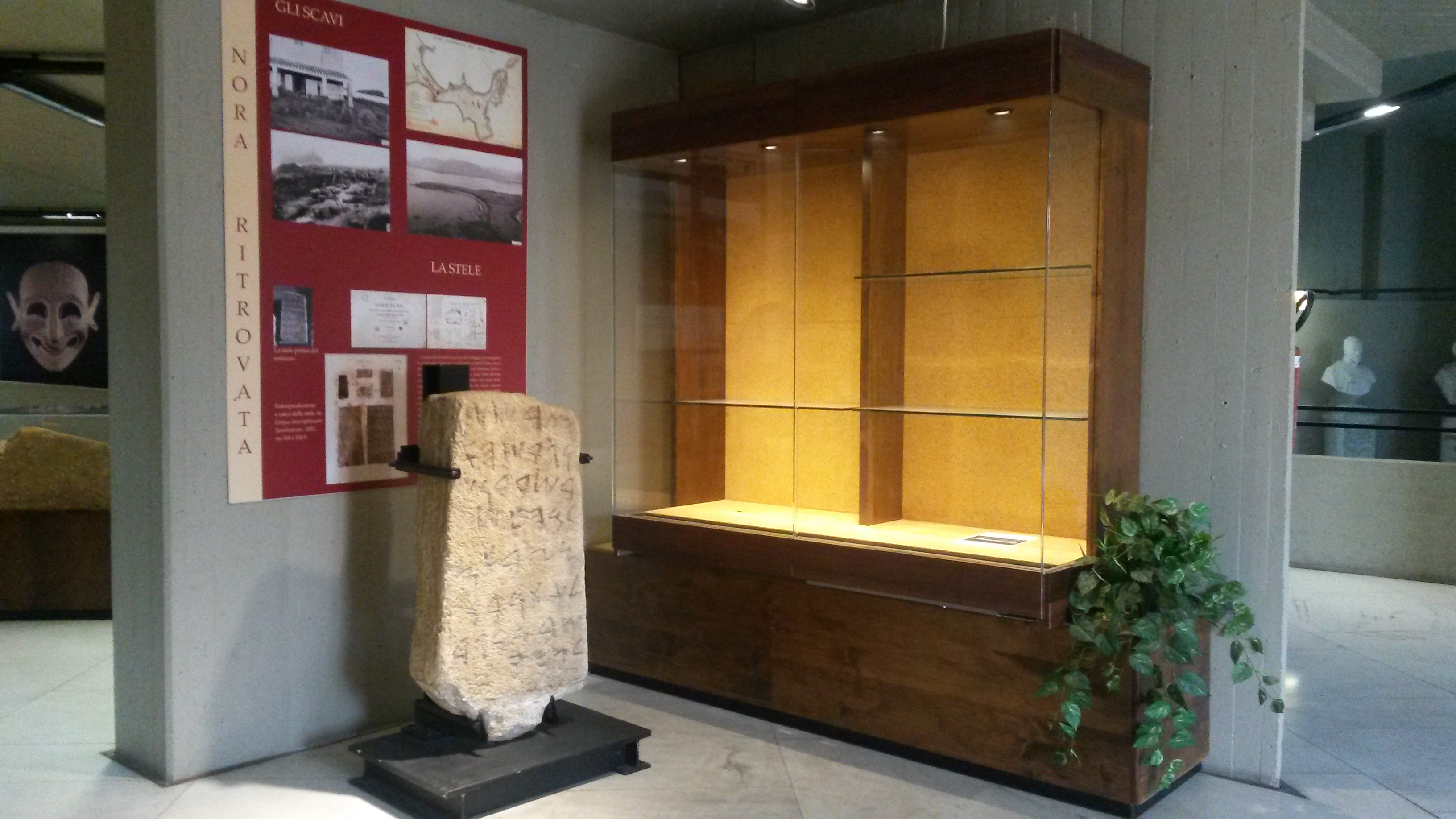
La stele di Nora nel Museo archeologico nazionale di Cagliari

|                 | Trascrizione | Traduzione dell'autore | Traduzione in italiano |
| --------------- | --- | --- | --- |
| 1 2 3 4 5 6 7 8 | btršš [.......w] ngrš h'[dm h' lšt(?)] bšrdn š [......h'] dm h'š l['.....bn] msb' m[hnt wbn mm] lkt wbn[skn (?) w'n y] šb wngr [š h'dm h'] bymy | In (from?) Tarshish that m[an] shall be banished [for a year(?)] from Sardinia [... that] man who hath n[ot ... whether] (he be) commander of a h[ost or (he be) ki]ng or (he be [governor (?). And if he shall] return, then [that man] shall be banish[ed] for his life-time(?). | A (da ?) Tarshish [... e] quell'u[omo] deve essere esiliato [per un anno(?)] dalla Sardegna [... quell'] uomo che non ha [... che] (lui sia) comandante di un os[pite o (lui sia) r]e o (lui sia) [governatore(?). E se lui dovesse tornare, allora [quell'uomo] sia esilia[to] per tutta la sua vita(?). |

### Commemorazione di una spedizione
Nel 1972 l'orientalista J. Brian Peckham propose la sua interpretazione militare ritenendo la Stele completa e traducendo il testo:
|                 | Trascrizione                                                | Traduzione dell'autore | Traduzione in italiano |
| --------------- | ----------------------------------------------------------- | --- | --- |
| 1 2 3 4 5 6 7 8 | btršš wgrš h' bšrdn š lm h' šl m sb' m lktn bn šbn ngd lpmy | From Tarshish he was driven in Sardinia he found refuge his forces found refuge: Milkûtôn, son of Šûbôn, the commander. To Pmy | Da Tarshish lui fu condotto, in Sardegna lui trovò rifugio, le sue truppe trovarono rifugio: Milkûtôn, figlio di Šûbôn, il comandante. A Pmy |

Nel dicembre dello stesso anno Frank Moore Cross, professore all'Università di Harvard, pubblicò un articolo in risposta a Peckham, riprendendo alcuni punti dello studioso ma distanziandosene in altri; egli ritiene ad esempio che nel testo non si parli di Tartessos, in Andalusia, ma di Tarsis in Sardegna. Inoltre afferma che nell'interpretazione del verbo grš andrebbe privilegiato il suo significato militare di "scacciare" rispetto a quello marittimo di "essere trascinato/condotto". Infine ritiene che Milkaton sarebbe un comandante di Pumayaton di Tiro (831-785 a.C.), conosciuto presso i greci come Pigmalione, qui presente con una forma abbreviata ipocoristica PMY abbastanza comune nel mondo fenicio.
La sua traduzione (che integra le prime due righe del testo nella parte alta della stele) è la seguente:
|                     | Trascrizione | Traduzione dell'autore | Traduzione in italiano |
| ------------------- | --- | --- | --- |
| a b 1 2 3 4 5 6 7 8 | hiltahim (?) 'itt šardina (?) ba-taršīš wa-garrišō hū' ba-šardina ša- -lim hū' šal- im saba'ō mi- lkatōn bin šūbnā nagīd la-pummay | He fought (?) with the Sardinians (?) at Taršīš and he drove them out. Among the Sardinians he is [now] at peace, (and) his army is at peace: Milkatōn, son of Šūbna (Shebna), general of (King) Pummay | Lui combatté (?) con i Sardi (?) a Taršīš ed egli li scacciò. Tra le popolazioni sarde lui è [adesso] in pace, (e) il suo esercito è in pace: Milkaton figlio di Shubna (Shebna), generale del (re) Pummay |

L'interpretazione e la traduzione di Cross è talvolta ancora proposta in anni recenti.

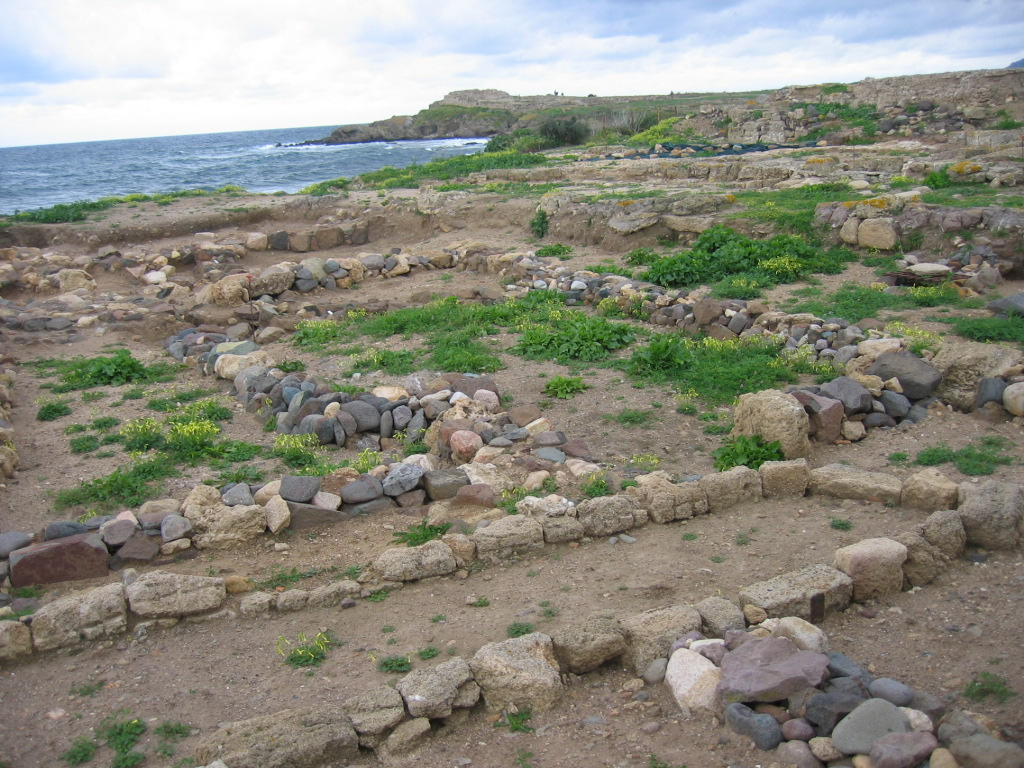
Il quartiere punico di Nora.

In uno studio del 1991, l'archeologo William H. Shea, professore all'Andrews University, avanza un'integrazione parziale alla prima linea riprendendo il verbo grš e legge l'ultima LPNY (dal significato di "precedente" o "in precedenza") invece di LPMY. Pertanto propose la seguente trascrizione e traduzione:
|                 | Trascrizione                                                         | Traduzione dell'autore | Traduzione in italiano |
| --------------- | -------------------------------------------------------------------- | --- | --- |
| 1 2 3 4 5 6 7 8 | [grš h'] btršš wgrš h' bšrdn š lm h' šl m sb' m lktn bn šbn ngd lpny | [He drove out] at Tarshish he drove out in Sardinia. He is safe. His troops are safe. Milkaton, son of Shubon the previous commander | [Egli scacciò] a Tarshish egli scacciò, in Sardegna. Lui è al sicuro, Le sue truppe sono al sicuro. Milkaton, figlio di Shubon il precedente comandante. |

Lo studioso ritiene che la stele testimoni le attività militari di "Milkaton" a "Tarshish" e in Sardegna. Riguardo all'ubicazione di Tarshish, egli ritiene che si possa trattare di una località in Spagna; si starebbe pertanto parlando di una campagna militare in Spagna e successivamente dell'arrivo in la Sardegna. Il comandante inoltre con il verbo šlm (tradotto per la prima volta da Zuckerman come "salvo/al sicuro") intenderebbe che la spedizione in Spagna non avrebbe del tutto compromesso le possibilità di un'ulteriore azione.

Ubicazione di Tartesso.

Gli studiosi che leggono nella prima linea superstite dell'iscrizione il toponimo TRŠŠ hanno offerto varie possibili identificazioni. Come afferma Peckham:
(Da The Nora Inscription)
L'idea però che si tratti di un toponimo ha prevalso e tra le varie ipotesi l'andalusa Tartesso è sembrata a molti quella più probabile. Bisogna comunque segnalare come afferma Antonelli che:
(Da I Greci oltre Gibilterra)
Ma anche un'identificazione regionale verso l'occidente iberico ha visto contrari diversi studiosi e non mancano quindi interpretazioni alternative con località sarde (come Tharros o Tarsis, forse una località mineraria) o asiatiche (come Tarso in Cilicia). Sull'identificazione asiatica conviene spendere qualche parola in più. Secondo Russel E. Gmirkin, l'iscrizione testimonierebbe il periodo in cui i Fenici venivano sconfitti e in parte costretti ad emigrare verso occidente dall'avanzata assira. Sempre secondo l'interpretazione di Gmirkin Tarshish non si riferirebbe ad una località spagnola o sarda ma a Tarso in Cilicia e la stele di Nora testimonierebbe la fuga di profughi approdati in Sardegna nella disperata ricerca di salvezza e pace. Concorda con questa interpretazione anche Delgado Hervàs, professoressa all'Universitat Pompeu Fabra di Barcellona.
David Ridgway della University of Edinburgh ritiene che Tarsis non si riferisca né a Tarso in Cilicia, né a Tartessos in Spagna, ma indicherebbe una località mineraria in Sardegna. In questa prospettiva l'iscrizione testimonierebbe la vittoria di un generale fenicio contro le popolazioni locali per il controllo delle miniere della zona. Anche Markoe, Dyson e Rowland ritengono che la scritta testimoni una vittoria dei Fenici contro i Sardi.
Nel 2012 questa interpretazione militare del documento è stata ripresa da Nathan Pilkington dell'Università di Columbia, il quale tuttavia esclude ogni riferimento a Tartesso. Egli infatti, a differenza di coloro che sostengono l'interpretazione militare, propone di dividere la prima linea in due parole: bt ršš. Queste due parole verrebbero tradotte con "Una casa che lui buttò giù". Il termine bt può significare sia "tempio", sia "casa". Il termine all'inizio dell'iscrizione potrebbe riferirsi alla distruzione di un villaggio nuragico sardo, forse il Nuraghe Antigori: l'identificazione si basa sull'uso di bt in iscrizioni contemporanee fenicie per indicare una casa reale, con il suo territorio e popolazione. Il significato di ršš come "buttar giù / distruggere" si ritrova una volta in ugaritico e due volte in ebraico nella bibbia. Pertanto la traduzione offerta è la seguente:
|                 | Trascrizione                                                 | Traduzione dell'autore | Traduzione in italiano |
| --------------- | ------------------------------------------------------------ | --- | --- |
| 1 2 3 4 5 6 7 8 | bt ršš wgrš h' bšrdn š lm h' šl m sb' m lktn bn šbn ngd lpny | A house he beat down. And he drove out. In Sardinia, he is at peace; his army is at peace. Milkyton, son of Shubon the commander. For Pummay | Una casa lui ha buttato giù. Ed egli scacciò. In Sardegna lui è in pace; il suo esercito è in pace. Milkyton, figlio di Shubon il comandante. Per Pummay. |

Anche Richard Miles, professore alla Università di Sydney si è mostrato concorde affermando:
(Da Carthago Delenda Est)

### Celebrazione di una divinità
Una parte consistente degli studiosi ritiene tuttavia che la Stele si riferisca unicamente al culto celebrativo di una divinità e/o alla fondazione di un tempio.
L'orientalista francese Dupont-Sommer, che occupava la cattedra di ebraico e aramaico al Collège de France, escludendo l'esistenza di una lacuna nel testo e considerando quindi l'iscrizione completa, tradusse nel 1948 il testo in:
|                 | Trascrizione                                                        | Traduzione dell'autore | Traduzione in italiano |
| --------------- | ------------------------------------------------------------------- | --- | --- |
| 1 2 3 4 5 6 7 8 | bt rš š ngr šh' bšrdn š- lm h' šl- m sr' m lkt nrn[k] š bn ngd lpmy | Temple du Cap de Nogar qui est en Sardaigne. Pros- père soit-il! Prospè- re soit Tyr, mère de Kition (et) Narna[ka]! (?) Lequel (temple) a bâti Nogar en l'honneur de Pumai | Tempio di Capo Nogar che si trova in Sardegna. Pros- pero sia lui! Prospe- ra sia Tyr, madre di Kition (e) Narna[ka]! (?) Il quale (tempio) ha costruito Nogar in onore di Pumai. |

L'interpretazione di bt rš š come "Kap-Tempel", "tempio di Capo", è accettata anche da Kurt Galling, rettore della Johannes Gutenberg-Universität Mainz. 
Lo storico e filologo francese Février, direttore della sezioni di studi semitici antichi alla École pratique des hautes études, basandosi sul lavoro di Dupont-Sommer, avanzò nel 1950 qualche lettura alternativa e la tradusse:
|                 | Trascrizione                                                          | Traduzione dell'autore | Traduzione in italiano |
| --------------- | --------------------------------------------------------------------- | --- | --- |
| 1 2 3 4 5 6 7 8 | bt rš š ngr š h' bšrdn š- lm h' šl- m sb' m- lkt nbn[t] š bn ngr lpmy | Temple principal, que NGR, qui est à (en?) ŠRDN, a édi- fié complètement. Lui a mené à bout la tâche de l'oeu- vre. Construction qu'a construite NGR en l'honneur de PMY. | Tempio principale, che NGR, che è a (in?) ŠRDN, ha cos- truito completamente. Egli ha condotto a compimento la realizzazione dell'ope- ra. Costruzione costruita da NGR in onore di PMY. |

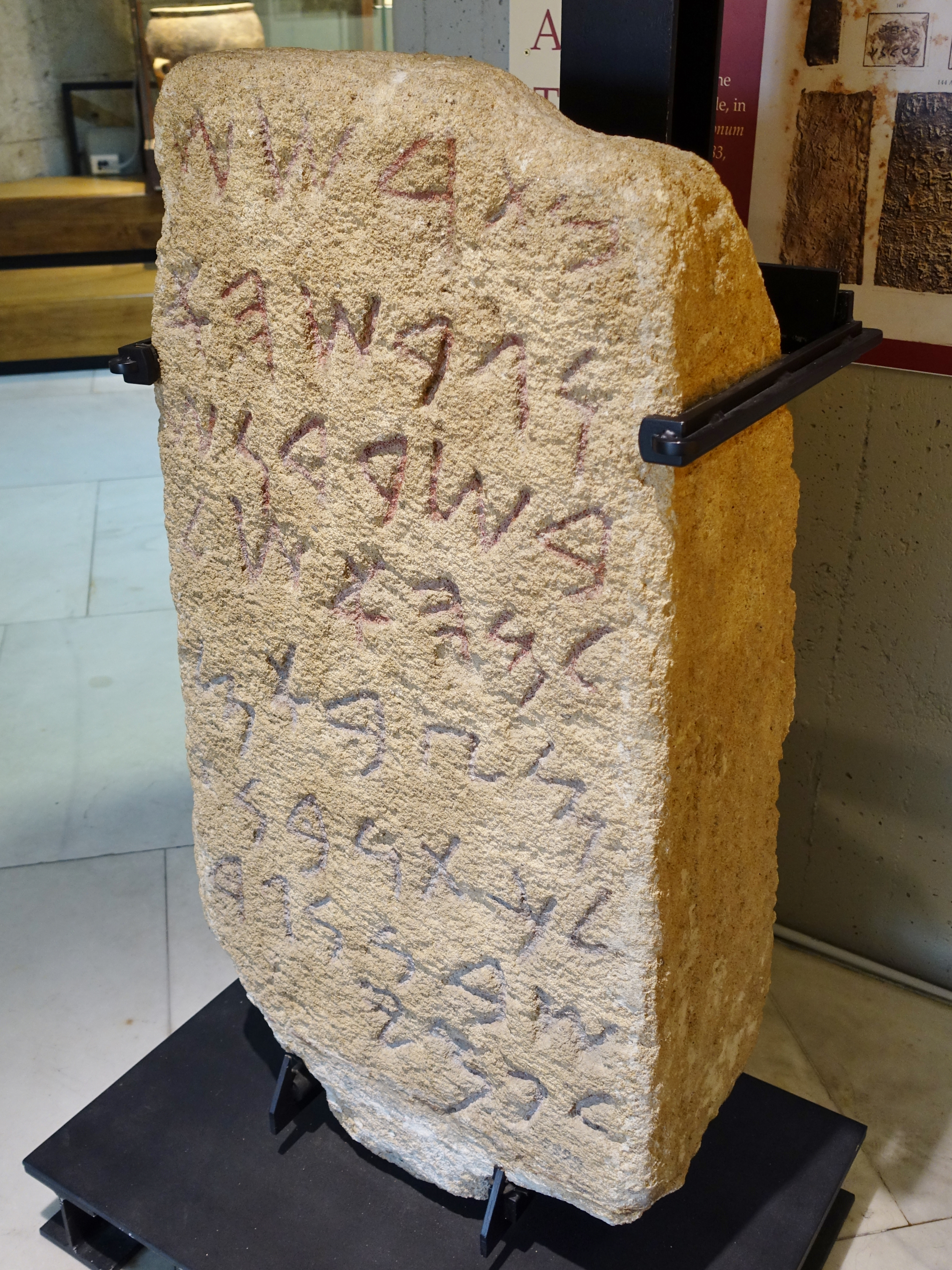
La Stele di Nora, vista laterale

Allo stesso modo, nell'interpretazione dell'orientalista Albert van den Branden, professore all'Université Saint-Joseph, si afferma che si tratti di una dedica per la fondazione di un tempio. Secondo van den Branden l'iscrizione menziona diverse fasi costruttive che portano al completamento del tempio: la prima fase consisteva nella costruzione del tempio principale da parte di Naggâr, un abitante di un centro abitato detto Sardegna (probabilmente da identificare con Nora, che, per la sua importanza, avrebbe dato il nome all'intera isola); questo, tuttavia, rimase incompiuto, così che nella seconda fase lo stesso Naggâr si era impegnato nella costruzione di un tempio secondario in onore di Pumay; anche questo tempio era rimasto incompiuto, poiché in una terza fase si era dedicato all'esecuzione di una serie di altri lavori in questo santuario dedicato a Pumay:

|                 | Trascrizione                                                        | Traduzione dell'autore | Traduzione in italiano |
| --------------- | ------------------------------------------------------------------- | --- | --- |
| 1 2 3 4 5 6 7 8 | bt rš š ngr š h' bšrdn š- lm h' šl- m sb' m- lkt bdrt š bn ngr lpmy | Temple principal, que Naggâr, qui est de Sardaigne, a achevé. (C'est) lui (encore qui) a achevé a série de travaux dans le sanctuaire qu'a construit Naggâr à Pumay. | Tempio principale, che Naggâr, che è della sardegna ha completato. Fu lui che completò la serie di lavori nel santuario costruito da Naggâr a Pumay. |

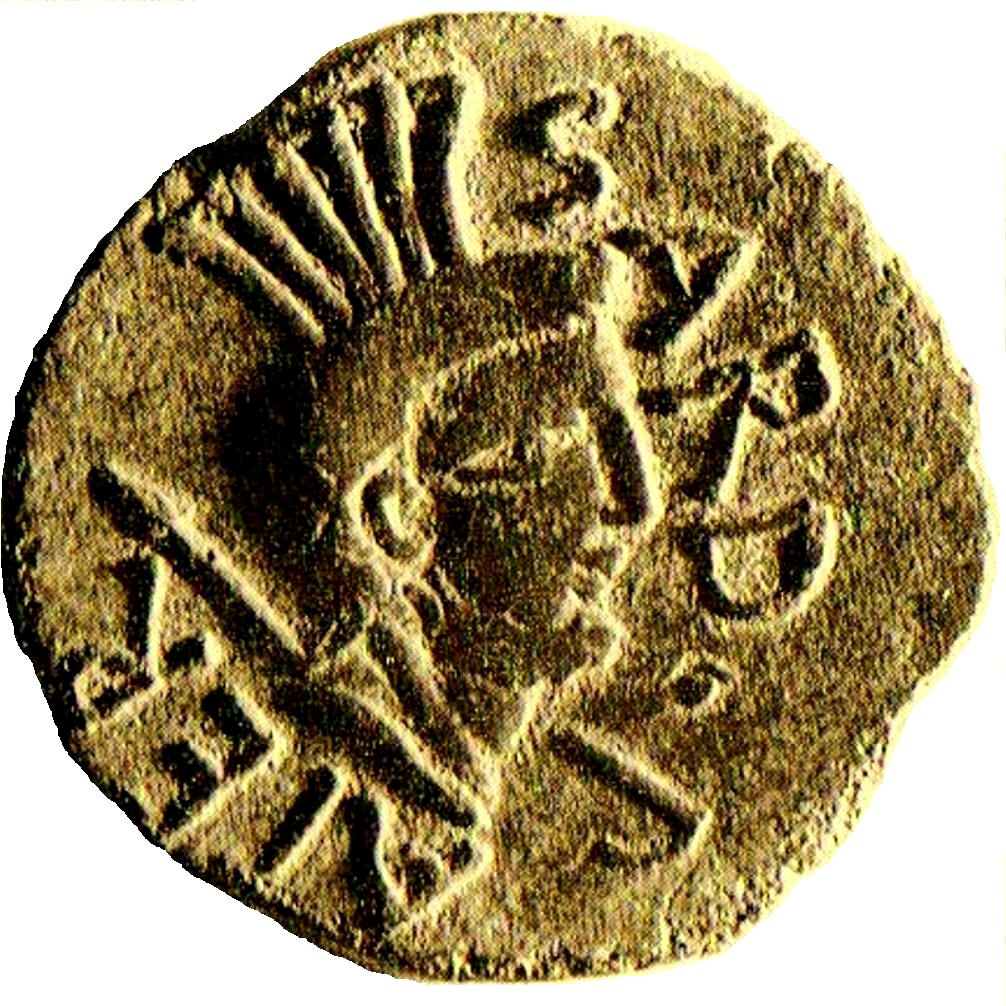
Moneta del Sardus Pater con corona piumata e giavellotto

Nel 1966 Jean Ferron, archeologo e direttore del museo di Cartagine, rileggendo criticamente il lavoro di Février, propose invece la seguente traduzione:
|                 | Trascrizione                                                   | Traduzione dell'autore | Traduzione in italiano |
| --------------- | -------------------------------------------------------------- | --- | --- |
| 1 2 3 4 5 6 7 8 | bt rš š nqdš h' bšdrn š lm h' šl m sb' m lkt wbn š bn nr' lpmy | (Ce) Temple (est) le premier qui a été consacré en Sardaigne. Qu'il soit (conservé) intact! Que soit (conservée) intacte l'ouvre de ma- çonnerie et d'architecture qu'a edifiée Nora en l'honneur de Poumai! | (Questo) Tempio (è) il primo che è stato consacrato in Sardegna. Possa essere (conservato) intatto! Possano essere (conservate) intatte la muratura e l'architettura che Nora ha costruito in onore di Poumai! |

## Curiosità
Goffredo Casalis nel suo Dizionario criticò irridendola una traduzione della stele di Nora da lui attribuita all'orientalista Francesco Ricardi.  Tuttavia nell'opera di Ricardi, tra le varie iscrizioni da lui tradotte, non compare la stele di Nora.
La stele è stata esposta dal settembre 2004 al gennaio 2005 al Metropolitan Museum of Art di New York, all'interno della mostra temporanea Assyria to Iberia at the Dawn of the Classical Age, Dall’Assiria all’Iberia all’alba della civiltà classica.
Dall'aprile all'ottobre del 2016 l'iscrizione è stata invece offerta ai visitatori del Museum und Park Kalkriese in Germania, museo sorto nel probabile luogo della battaglia di Teutoburgo, all'interno della mostra temporanea Gefahr auf See – Piraten in der Antike, "Pericolo sul mare - Pirati nel mondo antico".

### Esplicative
1. ↑  Parla invece del muro di un vigneto. Cfr. Delcor, 1968, pp. 324-325.
2. ↑  Parliamo sia del commercio nascosto, cioè "lo scambio di tutti quei materiali, composti soprattutto di materia organica e quindi deperibile"(Bartoloni, 2009, p. 24), sia dei metalli preziosi, se, come sembra, l'argento fenicio di questo periodo ha un rapporto di isotopi di piombo pari a quello dei minerali in Sardegna e in Spagna, che indica anche l'estensione delle reti commerciali fenicie. Chamorro, 1987, pp. 197-232.
3. ↑  Per una sintesi d'insieme si veda Bartoloni, 2009, pp. 57-97.
4. ↑  L'archeologo del CNR Massimo Botto scrive: " A nostro avviso, la stele di Nora non deve necessariamente indicare una fondazione coloniale, ma testimoniare più verosimilmente una frequentazione commerciale dell’area molto antica, che si concentra in un determinato momento storico intorno ad un luogo sacro. Presso quest’ultimo, forse inizialmente caratterizzato dalla sola epigrafe, sorgerà in seguito un piccolo stanziamento strettamente connesso con attività di scambio sia locali sia a lungoraggio". Botto, 2007, p. 110.
5. ↑  Il suo articolo viene pubblicato inizialmente in francese (Quatremère, 1842, pp. 521-524) e due anni dopo, nel 1844, ripubblicato in tedesco (Quatremère, 1844, pp. 105-108). L'unica differenza tra i due articoli risiede in una nota a piè di pagina dell'editore tedesco che segnala come Quatremère avesse ignorato Wurm.
6. ↑  Curiosamente Movers non cita l'articolo di Quartrère né nella sua versione francese, né nella traduzione in tedesco. Movers, 1849, p. 105.
7. ↑  Giacinto De Ferrari affermò a tal riguardo: "È chiaro, che variando l'interpunzione, e la somiglianza o corrispondenza delle lettere fenicie coll'ebraiche molti altri sensi potrebbero ricavarsene a piacere."De Ferrari, 1852, p. 200.
8. ↑  Tra le edizioni pubblicate egli cita quelle di De Rossi, Arri, Gesenius e Bourgade, a cui aggiunge una inedita di P. Secchi. Garrucci, 1860, p. 233.
9. ↑  Egli scrisse testualmente: "Es sind uns nicht weniger als vierzehn verschiedene Lesungen und Deutungen dieser Inschrift bekannt worden"von Maltzan, 1869, p. 528.
10. ↑  Riguardo alla prima egli scrive: "Die erste [..] war diejenige von Gesenius, welcher in seinem Werke [...] eine Lesung derselben veröffentlichte, der im Allgemeinen fast alle Nachfolger treu geblieben sind"von Maltzan, 1869, p. 528. Riguardo alla seconda: "Aber mehrere Andere, namentlich italienische Gelehrte, wollten ihr einen gänzlich verschiedenen Zweck beilegen, dem sonst kein uns bekannt gewordenes phönicisches Denkmal bestimmt ist, nämlich die Bestimmung einer Commemorativ- oder Gedenkinschrift, von welcher dieses also das erste Beispiel bilden würde, welches uns vorkäme"von Maltzan, 1869, p. 530.
11. ↑  Albright sosteneva ancora la propria ipotesi nel 1967. Delcor, 1968, p. 327 riporta infatti una lettera di Albright datata al 30 ottobre 1967 in cui si legge: «My objection to currently accepted renderings is based on the fact that no formal inscription of funerary or dedicatory type could have been inscribed in such large characters with no margins, no vertical alignment of the beginning of lines and in such barbaric Phoenician, especially since few scholars now reject a ninth-century date.»
12. ↑  Brian Doak, Professore associato di studi biblici alla George Fox University, pur segnalando il dibattito accetta l'interpretazione e la traduzione di Cross: Doak, 2020, p. 178.
13. ↑  Shea, 1991, p. 244 scrive: "Tarshish should be located in Spain, and Sardinia was the island upon which the Nora Stone was found. This means that Milkaton and his troops went to the western end of the mediterranean to campaign first, and then penetrated into Sardinia upon their return voyage"
14. ↑  Lipiński, 2004, p. 236 non è convinto dall'ipotesi né che la stele sia un decreto pubblico, come ipotizzano alcuni studiosi, né che essa sia un'iscrizione commemorativa per un generale fenicio; al contrario, ritiene si tratti di una dedica al dio Pummay da parte di un alto ufficiale fenicio. Diego Ruiz Mata, 2001, p. 6 della Universidad de Cádiz concorda che si tratti di una dedica al dio. María Eugenia Aubet, 1993, p. 206 dell'Universitat Pompeu Fabraritiene sia un'iscrizione commemorativa per la costruzione di un tempio dedicato al dio PMY. Opinione condivisa in anni recenti anche da Botto, 2007, p. 110, Fantauzzi - De Vincenzo, 2012, p. 10 e da Garbati, 2014, p. 213.
15. ↑  Casalis nel 1847 nel volume XV scrisse: Non dimenticherò un altro Edipo che con tanta confidenza, che poteva parere arroganza, rivelava il senso di quelle lettere nella sua Lettura e spiegazione de' superstiti monumenti punici: Francesco Ricardi. Venit Raesus / iter faciens / Sponte procedens apud sardos / Qui pacem appetens, spolia mortis / Reprimens, Rex illustris fuit in Nora / Quam aedificiis magnifice auxit Venne Reso viaggiando / E liberamente avanzandosi fra' sardi / Il quale bramando la pace e gli assassini / Raffrenando, fu Re chiaro in Nora, / Che accrebbe di grandiosi edificii."Casalis, 1847, p. 785. Nel 1851 nel volume XIX aggiunse: "[...]produceva quella di Francesco Riccardi, il quale nella sua Lettura e spiegazione dei superstiti monumenti punici dava la seguente: Venit Raesus iter faciens (sponte procedens apud Sardos) Qui pacem appetens spolia mortis (Reprimens Rex illustris fuit in Nora) Quam aedificiis magnifice auxit. Il chiarissimo Della Marmora che ha riferito le altre nel suo vol II. tacque di questa, dando ad intendere la nessuna fede che avea nella traduzione dell'interprete. Io dopo averla proposta, palesava il mio stupore in vedere la sua confidenza nei propri lumi, da dispensarsi da ogni dichiarazione. Nella parafrasi fece egli come se non già amplificasse, ma riducesse a minor scala. Propose l'interpretazione in versi e meglio che interprete è stato poeta." Casalis, 1851, p. 372.

### Riferimenti
1. 1 2  Manno, 1825, p. 3.
2. ↑  Dussaud, 1924, p. 147.
3. ↑  Albright, 1941, p. 20.
4. ↑  Amadasi, 1967, pp. 83-87.
5. ↑  Delcor, 1968, p. 352.
6. ↑  Cross, 1972, p. 18.
7. ↑  Amadasi, 1990, p. 92.
8. ↑  Shea, 1991, p. 244.
9. ↑  Aubet, 1993, p. 179.
10. ↑  Fantar, 1993, pp. 48 ss.
11. ↑  Bernardini, 1993, pp. 54 ss.
12. ↑  Fox, 2008, p. 120.
13. ↑  Fantauzzi - De Vincenzo, 2012, p. 9.
14. ↑  Barreca, 1986, p. 277.
15. ↑  Bartoloni, 2009, p. 57.
16. ↑  Barnes, 1991, pp. 29-55.
17. ↑  Zucca, 2017, pp. 45-53.
18. ↑  Salvi 2017, pp. 223-232.
19. ↑  Bondì 2017, pp. 233-240.
20. ↑  Bartoloni, 2017, pp. 123-128.
21. ↑  Unali, 2017, pp. 129-138.
22. ↑  Garau, 2017, pp. 209-214.
23. ↑  Chiai, 2002, pp. 129-131.
24. ↑  Botto, 2007, pp. 110-112 e pp. 123-132.
25. ↑  Del Castillo, 2003, pp. 3-19.
26. ↑  Del Castillo, 2003, p. 6.
27. ↑  Albright, 1941, pp. 18-19.
28. ↑  Amadasi, 1967, p. 85.
29. ↑  La Marmora, 1839, p. 272.
30. ↑  Delcor, 1968, p. 325.
31. ↑   Efemeridi letterarie di Roma, v. 3, Presso Gregorio Settari., 1774,  pp. 348-351.: "L'Opera, che abbiamo annunciata del Sig. Principe di Torremozza, e le sae diligenti ricerche sopra i caratteri Fenicii, de'quali è composta la leggenda d' alcune medaglie Siciliane, ci ha fatta nascere vaghezza di qui riferire una Lettera del ch. Sig. Ab. Gio.Bernardo de Rossi Professore di Lingue Orientali nella Università di Parma, ai di cui meriti per conto di erudizione poliglotta facemmo plauso in queste stesse nostre Efemeridi dell'anno corvente num. XXI. p. 166. Questa Lettera è diretta al nostro Sig. Abate Gio. Cristofano Amaduzzi Professore di Lingua Greca nell’Archiginnasio della Sapienza di Roma; e Soprainteadente alla Stamperia di Propaganda, e tende ad ispiegare, ed illustrare una tronca Iscrizione con caratteri Fenici esistente fuori di Pula in una vigna, che appartiene ai Padri della Mercede di Cagliari. L'iscrizione incastrata al di fuori del Casino è lunga palmi 4., e larga 2. ed è stata diligentemente trascritta, ed indi è stata fatta incidere dal dotto, ed erudito P. Giacinto Hintz dell'Ordine de' Predicatori Professore di Sacra Scrittura, e di Lingua Ebraica nella regia Università di Cagliari, di cui altra volta si è pur parlato in questi nostri fogli."
32. ↑  La Marmora, 1839, p. 273.
33. ↑  Arri, 1834, pp. 31-32.
34. ↑  Gesenius, 1837, pp. 154-157.
35. ↑  Benary, 1837, p. 64.
36. ↑  Wurm, 1838, p. 22.
37. ↑  Warre Tyndale, 1849, p. 65.
38. ↑  Garrucci, 1860, p. 235 e p. 243.
39. ↑  Garrucci, 1860, p. 243.
40. ↑  Albright, 1941, pp. 17-20.
41. ↑  Peckham, 1972.
42. 1 2  Cross, 1972, pp. 13-19.
43. ↑  Cross, 1972, p. 17.
44. ↑  Müller, 1988, pp. 192-205.
45. ↑  Shea, 1991, p. 242.
46. 1 2  Shea, 1991, p. 243.
47. ↑  Shea, 1991, pp. 243-244.
48. ↑  Shea, 1991, p. 244.
49. ↑  Peckham, 1972, p. 459.
50. ↑  Wagner, 1986, pp. 201-228.
51. ↑  Ferrer, 2010, p. 37 n. 2.
52. 1 2  Miles, 2012, p. 94.
53. ↑  Antonelli, 1997, p. 21.
54. ↑  Täckholm, 1974, pp. 41-57.
55. ↑  Blázquez, 1975, p. 21.
56. ↑  Covey-Crump, 1916, pp. 280-290.
57. ↑  Cross, 1987, p. 71.
58. 1 2  Ridgway, 1992, p. 27.
59. 1 2  Gmirkin, 2006, pp. 275-276.
60. 1 2  Delgado Hervàs, 2008, p. 368.
61. ↑  Markoe, 2000, p. 178.
62. ↑  Dyson - Rowland, 2007, p. 106.
63. ↑  Tomback, 1978, p. 58.
64. ↑  Krahmalkov, 2000, p. 129.
65. ↑  Pilkington, 2012, p. 48.
66. ↑  Halayqa, 2008, p. 290.
67. ↑  In Jer 5:17 e in Mal 1:4
68. ↑  Pilkington, 2012, p. 47.
69. ↑  Dupont-Sommer, 1948, p. 15.
70. ↑  Galling, 1972, p. 10.
71. ↑  Février, 1950, p. 126.
72. ↑  van den Branden, 1962, p. 286.
73. ↑  Ferron, 1966, p. 285 e p. 288.
74. ↑  Ricardi, 1835.
75. ↑   Federico Fonnesu, Un pezzo di Sardegna a New York, la stele di Nora esposta al Metropolitan, su sardiniapost.it, sardiniapost.it/. URL consultato il 1º giugno 2018.
76. ↑   Andreas Böcker, Museumsblog 08. September 2016, su kalkriese-varusschlacht.de, kalkriese-varusschlacht.de/. URL consultato il 24 aprile 2017 (archiviato dall'url originale il 5 aprile 2017).

#### Editio princeps
- Efemeridi letterarie di Roma, v. 3, Presso Gregorio Settari., 1774,  pp. 348-351.

#### Libri
- Maria Giulia Amadasi, Le iscrizioni fenicie e puniche delle colonie di Occidente, Roma, Istituto di Studi del Vicino Oriente, 1967.
- Maria Giulia Amadasi, Le iscrizioni fenicie e puniche in Italia, Roma, 1990, ISBN 978-8824001090.
- Luca Antonelli, I Greci oltre Gibilterra, Roma, L'Erma di Bretschneider, 1997, ISBN 88-7062-957-0.
- Giovannantonio Arri, Lapide fenicia di Nora in Sardegna, dichiarata da G. Arri. L.P., Torino, 1834.
- (EN) María Eugenia Aubet, The Phoenicians and the West, Cambridge University Press, 1993, ISBN 0-521-79543-5.
- (EN) William Hamilton Barnes, Studies in the Chronology of the Divided Monarchy of Israel, Atlanta, Scholars Press, 1991, ISBN 978-1-55540-527-4.
- Ferruccio Barreca, La civiltà fenicio-punica in Sardegna, Sassari, Carlo Delfino editore, 1986, ISBN 9788820615611.
- Piero Bartoloni, I Fenici e i Cartaginesi in Sardegna, Sassari, Carlo Delfino editore, 2009, ISBN 978-88-7138-532-7. URL consultato l'11 dicembre 2020.
- Piero Bartoloni, Bitia, in Michele Guirguis (a cura di), La Sardegna fenicia e punica. Storia e materiali, Nuoro, Ilisso, 2017,  pp. 123-128, ISBN 978-88-6202-353-5. URL consultato l'11 dicembre 2020.
- (ES) José María Blázquez, Tartesos y los orígenes de la colonización fenicia en occidente, 2ª ed., Ediciones Universidad Salamanca, 1975, ISBN 84-400-8611-3.
- Massimo Botto, Urbanistica e topografia delle città fenicie di Sardegna. Il caso di Nora, in José Luis López Castro (a cura di), Las ciudades fenicio-punicas en el Mediterráneo Occidental, Almería, Editorial Universidad de Almería, 2007,  pp. 107-138, ISBN 978-8482408620. URL consultato il 10 dicembre 2020.
- Goffredo Casalis, Dizionario geografico storico-statistico-commerciale degli Stati di S. M. il Re di Sardegna, XV, Torino, 1847. URL consultato il 17 dicembre 2020.
- Goffredo Casalis, Dizionario geografico, storico, statistico, commerciale degli stati di S. M. il Re di Sardegna, XIX, Torino, 1851. URL consultato il 17 dicembre 2020.
- (EN) Frank Moore Cross, The Oldest Phoenician Inscription from Sardinia: The Fragmentary Stele from Nora, in David M. Golomb e Susan T. Hollis (a cura di), Working With No Data Semitic and Egyptian Studies Presented to Thomas O. Lambdin, Eisenbrauns, 1987, ISBN 9780931464355.
- Giacinto De Ferrari, Sopra i norachi dell’isola di Sardegna, Roma, Dissertazioni della Pontificia Accademia romana di archeologia, 1852.
- (ES) Ana Delgado Hervàs, Fenicios en Iberia, in Francisco Gracia Alonso (a cura di), De Iberia a Hispania, Barcelona, 2008,  pp. 347-474, ISBN 978-84-344-5256-5.
- (EN) Brian R. Doak, Ancient Israel's Neighbors, New York, Oxford University Press, 2020, ISBN 9780190690618.
- (EN) Stephen L. Dyson e Robert J. Rowland, Archaeology and history in Sardinia from the Stone Age to the Middle Ages, Philadelphia, UPenn Museum of Archaeology, 2007, ISBN 1-934536-02-4.
- (FR) M'hamed Hassine Fantar, Carthage, approche d'une civilisation, Alif, les Editions de la Méditerranée, 1993, ISBN 0-01-245257-2.
- Eduardo Blasco Ferrer, Paleosardo: Le radici linguistiche della Sardegna neolitica, Walter de Gruyter, 2010, ISBN 978-3-11-023559-3.
- (EN) Robin Lane Fox, Travelling Heroes in the Epic Age of Homer, Knopf, 2008, ISBN 0-679-44431-9.
- Elisabetta Garau, Neapolis, in Michele Guirguis (a cura di), La Sardegna fenicia e punica. Storia e materiali, Nuoro, Ilisso, 2017,  pp. 209-214, ISBN 978-88-6202-353-5. URL consultato l'11 dicembre 2020.
- (EN) Giuseppe Garbati, The Phoenicians in Sardinia, in Joan Aruz, Sarah B. Graff e Yelena Rakic (a cura di), Assyria to Iberia at the Dawn of the Classical Age, New Haven, The Metropolitan Museum of Art, 2014,  pp. 211-213, ISBN 978-1-58839-538-2.
- (LA) Wilhelm Genenius, Scripturae linguaeque phoeniciae monumenta quotquot supersunt.   Pars Prima.  Duos priores de litteris et inscriptionibus phoeniciis libros continens, Lipsia, 1837.
- (EN) Russel E. Gmirkin, Berossus and Genesis, Manetho and Exodus, New York/Londra, 2006, ISBN 0-567-02592-6.
- (EN) Issam K. Halayqa, A Comparative Lexicon of Ugaritic and Canaanite. Alter Orient und Altes Testament 340, Münster, Ugarit-Verlag, 2008, ISBN 978-3-934628-95-3.
- (EN) Charles R. Krahmalkov, Phoenician-Punic Dictionary (Orientalia Lovaniensia Analecta, 90), Peeters Publishers, 2000, ISBN 9789042907706.
- Alberto La Marmora, Viaggio in Sardegna: II parte (PDF)[collegamento interrotto], 1839.
- (EN) Edward Lipiński, Itineraria Phoenicia, Leuven/Louvain, 2004, ISBN 90-429-1344-4.
- (DE) Heinrich von Maltzan, Reise auf der Insel Sardinien: nebst einem Anhang: über die phonicischen Inschriften Sardiniens, Leipzig, Dyk, 1869.
- (EN) Glenn Markoe, Phoenicians, University of California Press, 2000, ISBN 0-7141-2095-2.
- (ES) Diego Ruiz Mata, Tartessos, in Martín Almagro, Oswaldo Arteaga, Michael Blech, Diego Ruiz Mata e Hermanfrid Schubart (a cura di), Protohistoria de la Península Ibérica, Barcelona, Ariel, 2001,  pp. 1-187, ISBN 978-84-344-6625-8.
- Richard Miles, Carthago Delenda Est, Milano, Mondadori, 2012, ISBN 978-88-04-62174-4.
- Franz Karl Movers, Die Phönizier, vol. 2, n. 1, Berlin, 1849.
- Francesco Ricardi, Lettura e spiegazione dei superstiti monumenti punici, Genova, Tipografia Archiepiscopale, 1835.
- (EN) David Ridgway, The first Western Greeks, Cambridge, 1992, ISBN 0-521-42164-0.
- (EN) Richard S. Tomback, A Comparative Semitic Lexicon of the Phoenician and Punic Languages, Scholars Press, 1978, ISBN 9781532690914.
- Antonella Unali, Sulky - Sant'Antioco, in Michele Guirguis (a cura di), La Sardegna fenicia e punica. Storia e materiali, Nuoro, Ilisso, 2017,  pp. 129-138, ISBN 978-88-6202-353-5. URL consultato l'11 dicembre 2020.
- (EN) Warre Tyndale, The Island of Sardinia, London, 1849. URL consultato il 15 dicembre 2020.
- Raimondo Zucca, Rapporti di interazione tra Fenici e Nuragici, in Michele Guirguis (a cura di), La Sardegna fenicia e punica. Storia e materiali, Nuoro, Ilisso, 2017,  pp. 45-54, ISBN 978-88-6202-353-5. URL consultato l'11 dicembre 2020.
- Gigi Sanna, La Stele di Nora, The God, the Gift, the Saint (traduzione in lingua inglese di Aba losi dell'Unversità di Parma, PTM ed. Mogoro, 2009.

#### Articoli
- (EN) William Foxwell Albright, New Light on the Early History of Phoenician Colonization, in Bulletin of the American Schools of Oriental Research, n. 83, 1941,  pp. 14-22, ISSN 0003-097X (WC · ACNP).
- Paolo Bernardini, La Sardegna e i Fenici. Appunti sulla colonizzazione, in Rivista di Studi Fenici, vol. 21, Istituto di Studi sul Mediterraneo Antico, 1993,  pp. 29-81, ISSN 0390-3877 (WC · ACNP).
- (EN) Javier G. Chamorro, Survey of Archaeological Research on Tartessos, in American Journal of Archaeology, vol. 91, n. 2, 1987,  pp. 197-232.
- Gian Franco Chiai, Il nome della Sardegna e della Sicilia sulle rotte dei Fenici e dei Greci in età arcaica. Analisi di una tradizione storico-letteraria, in Rivista di Studi Fenici, vol. 30, Istituto di Studi sul Mediterraneo Antico, 2002,  pp. 125-146, ISSN 0390-3877 (WC · ACNP). URL consultato il 24 agosto 2016.
- (EN) W.W. Covey-Crump, The situation of Tarshish, in The Journal of Theological Studies, vol. 17, n. 67, 1916,  pp. 280-290, ISSN 0022-5185 (WC · ACNP).
- (EN) Frank Moore Cross, An Interpretation of the Nora Stone, in Bulletin of the American Schools of Oriental Research, vol. 208, 1972,  pp. 13-19, ISSN 0003-097X (WC · ACNP).
- (FR) Mathias Delcor, Réflexions sur l'inscription phénicienne de Nora en Sardaigne, in Syria. Archéologie, Art et histoire, vol. 45, n. 3-4, 1968,  pp. 323-352, ISSN 2076-8435 (WC · ACNP).
- (ES) Arcadio Del Castillo, Tarsis en la Estela de Nora: ¿un topónimo de Occidente?, in Sefarad, vol. 63, 2003,  pp. 3-32, ISSN 1988-320X (WC · ACNP). URL consultato il 10 dicembre 2020.
- (FR) André Dupont-Sommer, Nouvelle lecture d'une inscription phénicienne archaique de Nora, en Sardaigne (CIS I 144'), in Comptes rendus des séances de l'Académie des Inscriptions et Belles-Lettres, vol. 92, n. 1, 1948,  pp. 12-22, ISSN 1969-6663 (WC · ACNP).
- (FR) René Dussaud, Les inscriptions phéniciennes du tombeau d'Ahiram, roi de Byblos, in Syria. Archéologie, Art et histoire, vol. 5, n. 2, 1924,  pp. 135-157, ISSN 2076-8435 (WC · ACNP).
- (DE) Chiara Blasetti Fantauzzi, Salvatore De Vincenzo, Die phönizische Kolonisation auf Sizilien und Sardinien und die Problematik der Machtentstehung Karthagos, in Kölner und Bonner Archaeologica, vol. 2, 2012,  pp. 5-30, ISSN 2191-6136 (WC · ACNP).
- (FR) Jean Ferron, La pierre inserite de Nora, in Rivista degli studi orientali, vol. 41, n. 4, 1966,  pp. 281-288, ISSN 0392-4866 (WC · ACNP).
- (FR) James Germain Février, L'inscription archaique de Nora, in Revue d'Assyriologie et d'archéologie orientale, vol. 44, n. 3, 1950,  pp. 123-126, ISSN 0373-6032 (WC · ACNP).
- (DE) Kurt Galling, Der Weg der Phöniker nach Tarsis in literarischer und archäologischer Sicht, in Zeitschrift des Deutschen Palästina-Vereins, vol. 88, n. 1, 1972,  pp. 1-18, ISSN 0012-1169 (WC · ACNP).
- Raffaele Garrucci, Lapida fenicia di Nora, in Dissertazioni della Pontificia Accademia Romana di Archeologia, vol. 14, 1860,  pp. 233-243.
- Giuseppe Manno, Storia della Sardegna, in Antologia: giornale di scienze, lettere e arti, vol. 19, 1825.
- (DE) Hans-Peter Müller, Pygmaion, Pygmalion und Pumaijaton: Aus der Geschichte einer mythischen Gestalt, in Orientalia, vol. 57, n. 2, 1988,  pp. 192-205, ISSN 0030-5367 (WC · ACNP).
- (EN) Brian Peckham, The Nora Inscription, in Orientalia, vol. 41, n. 4, 1972,  pp. 457-468, ISSN 0030-5367 (WC · ACNP).
- (EN) Nathan Pilkington, A note on Nora and the Nora Stone, in Bulletin of the American Schools of Oriental Research, vol. 365, 2012,  pp. 45-51, ISSN 0003-097X (WC · ACNP). URL consultato il 5 agosto 2016.
- (FR) Antoine Chrysostome Quatremère de Quincy, Scripturae linguaeque phoeniciae monumenta, in Journal des Savants, 1842,  pp. 513-532.
- (DE) Antoine Chrysostome Quatremère de Quincy, Zweiter Artikel, in Zeitschrift für die Kunde des Morgenslandes, vol. 5, Bonn, 1844,  pp. 99-114.
- (EN) William H. Shea, The Dedication on the Nora Stone, in Vetus Testamentum, vol. 41, n. 2, 1991,  pp. 241-245, ISSN 0042-4935 (WC · ACNP).
- (DE) Ulf Täckholm, Neue Studien zum Tarsis-Tartessosproblem, in Opuscula. Annual of the Swedish Institutes at Athens and Rome, 1974,  pp. 41-57, ISSN 2000-0898 (WC · ACNP).
- (FR) Albert van den Branden, L'inscription phénicienne de Nora (CIS I, 144), in Al Machriq, vol. 56, 1962,  pp. 283-292.
- (ES) Carlos González Wagner, Tartessos y las tradiciones literarias, in Rivista di Studi Fenici, vol. 14, n. 2, Istituto di Studi sul Mediterraneo Antico, 1986,  pp. 201-228, ISSN 0390-3877 (WC · ACNP).
- (DE) Jul. Fr. Wurm, Kritische Beurtheilungen. Paläographisce Studien über phönizische und punische Schrift. Herausgegeben von D. Wilh. Gesenius, in Neue Jahrbücher für Philologie und Pädagogik, vol. 8, n. 23, Leipzig, Teubner, 1838,  pp. 3-35.

### Approfondimenti
- (EN) Yitsḥaḳ Avishur, Phoenician inscriptions and the Bible: Select inscriptions and studies in stylistic and literary devices common to the Phoenician inscriptions and the Bible, Tel Aviv, Archaeological Center Publication, 2000, ISBN 965-90240-8-8.
- (EN) Miriam S. Balmuth, Archaeology in Sardinia, in American Journal of Archaeology, vol. 96, n. 4, 1992,  pp. 663-697, ISSN 0002-9114 (WC · ACNP).
- Anna Maria Bisi, Le stele puniche, Roma, Istituto di Studi del Vicino Oriente, 1967.
- Sabatino Moscati, Le stele puniche di Nora nel Museo Nazionale di Cagliari, Roma, Consiglio Nazionale delle Ricerche, 1970.
- Sabatino Moscati, Nuova luce sulle stele di Nora, in Rendiconti. Atti della Pontificia accademia romana di archeologia, vol. 42, 1969-1970,  pp. 53-62.
- Sabatino Moscati, Una stele di Nora, in Oriente Antico, vol. 10, 1971,  pp. 145-146.
- (FR) Sabatino Moscati, Stéles punique de Nora, in Hommages à André Dupont-Sommer, Parigi, Adrien-Maisonneuve, 1971,  pp. 95-116.